# O Estranho Show de Renatinho
O Estranho Show De Renatinho foi um programa de televisão brasileiro exibido originalmente pelo canal Multishow de 22 de agosto a 16 de setembro de 2016. Foi apresentada pelos integrantes da banda de rock cômico Renatinho, formada por Tatá Werneck, Maurício Meirelles, Murilo Couto, Nil Agra e Marco Gonçalves. Em uma mistura de talk e game show, o programa contava com três palcos simultâneos, onde os apresentadores recebiam convidados especiais, números musicais, improvisos, monólogos e interagiam com uma plateia de forma inovadora.

## Convidados
A primeira temporada do programa contou a participação de 20 convidados.
| Episódio | Convidado          | Exibição   |
| -------- | ------------------ | ---------- |
| 1        | Gaby Amarantos     | 22/08/2016 |
| 2        | Eduardo Sterblitch | 23/08/2016 |
| 3        | Gabriel Godoy      | 24/08/2016 |
| 4        | Danilo Gentili     | 25/08/2016 |
| 5        | Simone Gutierrez   | 26/08/2016 |
| 6        | Fernanda Souza     | 29/08/2016 |
| 7        | Pepê & Neném       | 30/08/2016 |
| 8        | Naldo Benny        | 31/08/2016 |
| 9        | Tiago Iorc         | 01/09/2016 |
| 10       | Lucélia Santos     | 02/09/2016 |
| 11       | Luis Lobianco      | 05/09/2016 |
| 12       | Kelly Key          | 06/09/2016 |
| 13       | Marcelo Marrom     | 07/09/2016 |
| 14       | Falcão             | 08/09/2016 |
| 15       | Paulinho Serra     | 09/09/2016 |
| 16       | Família Lima       | 12/09/2016 |
| 17       | Simony             | 13/09/2016 |
| 18       | Cassetas           | 14/09/2016 |
| 19       | Fafá de Belém      | 15/09/2016 |
| 20       | Banda Renatinho    | 16/09/2016 |